# Giulio Giacinto Avellino
Pour les articles homonymes, voir Avellino (homonymie).
Giulio Giacinto Avellino, connu comme le  Messinese (né vers 1645 à Messine et mort vers 1700 à Ferrare) est un peintre italien baroque de la fin du XVIIe siècle actif principalement à Ferrare.

## Biographie
Giulio Avellino a été formé avec Salvator Rosa et a peint des paysages avec des ruines ainsi que des figures mythiques. Il est le frère d'Onofrio Avellino lui aussi peintre.